# ژان-اربر آستن
ژان-اربر آستن (فرانسوی: Jean-Herbert Austin‎؛ زادهٔ ۲۳ فوریهٔ ۱۹۵۰) بازیکن فوتبال اهل هائیتی بود.
وی همچنین در تیم ملی فوتبال هائیتی بازی کرده‌است.